# Jeffrey Rosanelli
Jeffrey Rosanelli (Trento, 30 luglio 1998) è un pattinatore di velocità su ghiaccio italiano, specializzato nelle brevi distanze.

## Biografia
Jeffrey è nato nel 1998 a Trento, in Italia. Ha partecipato ai II Giochi olimpici giovanili invernali di Lillehammer, in Norvegia, arrivando 7º nella Gara a squadre miste, 14° nei 500 m, 13° nei 1500 m e 26° nella gara in linea.
Ha rappresentato l'Italia ad una edizione dei Giochi olimpici invernali di Pechino 2022.